# Bahnstrecke Tân Ằp–Thakhet
| Streckenlänge: | 187 km              |                                        |                                        |
| Spurweite: | 1000 mm (Meterspur) |                                        |                                        |
| |                     |                                        |                                        |
| \| \| \| von Hanoi \| \| \| \| 0 \| Tân Ằp \| Tân Ằp \| \| \| \| nach Saigon \| \| \| \| \| Xóm Long \| \| \| \| 7 \| Thánh Lạng \| Thánh Lạng \| \| \| \| 280 m \| \| \| \| \| \| \| \| \| \| Ráu Cái \| \| \| \| 14 \| Xóm Gi \| Xóm Gi \| \| \| 19 \| Xóm Cúc vietnam-seitige Betriebsspitze \| Xóm Cúc vietnam-seitige Betriebsspitze \| \| \| \| Xóm Cúc Seilbahn \| \| \| \| \| Xóm Giung \| \| \| \| \| Cha Mac Seilbahn \| \| \| \| \| Xóm Mon Seilbahn \| \| \| \| 38 \| Xóm Y Lanh \| Xóm Y Lanh \| \| \| 44,5 \| Bai Dinh \| Bai Dinh \| \| \| \| Unbenannte Station Seilbahn \| \| \| \| \| Bai Dinh Seilbahn \| \| \| \| \| Phou Tov Vou Seilbahn \| \| \| \| 46,2 \| Tunnel (235 m) \| Tunnel (235 m) \| \| \| 48,1 \| Tunnel (660 m) \| Tunnel (660 m) \| \| \| 49,3 \| Tunnel (480 m) \| Tunnel (480 m) \| \| \| \| Annam \| \| \| \| 57 \| Mu-Gia-Pass (418 m) \| Mu-Gia-Pass (418 m) \| \| \| \| Laos \| \| \| \| 57,6 \| Tunnel (55 m) \| Tunnel (55 m) \| \| \| \| Seilbahn Xóm Cúc–Ban Naphao \| \| \| \| \| Ban Naphao Seilbahn \| \| \| \| 71,3 \| Ban Thôngkham \| Ban Thôngkham \| \| \| 84,5 \| Ban Sang \| Ban Sang \| \| \| 92 \| Ban Bung \| Ban Bung \| \| \| 97 \| Nam In \| Nam In \| \| \| 100 \| Ban Bo \| Ban Bo \| \| \| 111 \| Ban Hai \| Ban Hai \| \| \| 120 \| Ban Ilan \| Ban Ilan \| \| \| 125 \| Nam Gnôm \| Nam Gnôm \| \| \| 130 \| Ban Dang \| Ban Dang \| \| \| 140 \| Mahaxai \| Mahaxai \| \| \| 149,5 \| Ban Natoung \| Ban Natoung \| \| \| 162 \| Ban Khing \| Ban Khing \| \| \| 170,5 \| Nam Thok laos-seitige Bauspitze \| Nam Thok laos-seitige Bauspitze \| \| \| 172 \| Nam Dôn \| Nam Dôn \| \| \| 176,2 \| Ban Nam Dôn \| Ban Nam Dôn \| \| \| 178 \| Nam Dôn \| Nam Dôn \| \| \| 180 \| Ban Dong \| Ban Dong \| \| \| 186,6 \| Thakhek \| Thakhek \| \| \| \| Mekong, Grenze Laos / Siam \| \| \| \| \| Nakhon Phanom \| \| |                     |                                        |                                        |
| Strecke |                     | von Hanoi                              | von Hanoi                              |
| Bahnhof | 0                   | Tân Ằp                                 | Tân Ằp                                 |
| Abzweig ehemals geradeaus und nach links |                     | nach Saigon                            | nach Saigon                            |
| Haltepunkt / Haltestelle (Strecke außer Betrieb) |                     | Xóm Long                               | Xóm Long                               |
| Bahnhof (Strecke außer Betrieb) | 7                   | Thánh Lạng                             | Thánh Lạng                             |
| Tunnel (Strecke außer Betrieb) |                     | 280 m                                  | 280 m                                  |
| Tunnel (Strecke außer Betrieb) |                     |                                        |                                        |
| Brücke über Wasserlauf (Strecke außer Betrieb) |                     | Ráu Cái                                | Ráu Cái                                |
| Haltepunkt / Haltestelle (Strecke außer Betrieb) | 14                  | Xóm Gi                                 | Xóm Gi                                 |
| Bahnhof (Strecke außer Betrieb) | 19                  | Xóm Cúc vietnam-seitige Betriebsspitze | Xóm Cúc vietnam-seitige Betriebsspitze |
| Strecke (außer Betrieb) · Betriebs-/Güterbahnhof Streckenanfang (Strecke außer Betrieb) |                     | Xóm Cúc Seilbahn                       | Xóm Cúc Seilbahn                       |
| Haltepunkt / Haltestelle (Strecke außer Betrieb) · Strecke (außer Betrieb) |                     | Xóm Giung                              | Xóm Giung                              |
| Strecke (außer Betrieb) · Blockstelle (Strecke außer Betrieb) |                     | Cha Mac Seilbahn                       | Cha Mac Seilbahn                       |
| Strecke (außer Betrieb) · Blockstelle (Strecke außer Betrieb) |                     | Xóm Mon Seilbahn                       | Xóm Mon Seilbahn                       |
| Haltepunkt / Haltestelle (Strecke außer Betrieb) · Strecke (außer Betrieb) | 38                  | Xóm Y Lanh                             | Xóm Y Lanh                             |
| Bahnhof (Strecke außer Betrieb) · Strecke (außer Betrieb) | 44,5                | Bai Dinh                               | Bai Dinh                               |
| Strecke (außer Betrieb) · Blockstelle (Strecke außer Betrieb) |                     | Unbenannte Station Seilbahn            | Unbenannte Station Seilbahn            |
| Strecke (außer Betrieb) · Blockstelle (Strecke außer Betrieb) |                     | Bai Dinh Seilbahn                      | Bai Dinh Seilbahn                      |
| Strecke (außer Betrieb) · Blockstelle (Strecke außer Betrieb) |                     | Phou Tov Vou Seilbahn                  | Phou Tov Vou Seilbahn                  |
| Tunnel (Strecke außer Betrieb) · Strecke (außer Betrieb) | 46,2                | Tunnel (235 m)                         | Tunnel (235 m)                         |
| Tunnel (Strecke außer Betrieb) · Strecke (außer Betrieb) | 48,1                | Tunnel (660 m)                         | Tunnel (660 m)                         |
| Tunnel (Strecke außer Betrieb) · Strecke (außer Betrieb) | 49,3                | Tunnel (480 m)                         | Tunnel (480 m)                         |
| Tunnelanfang (Strecke außer Betrieb) · Strecke (außer Betrieb) |                     | Annam                                  | Annam                                  |
| Grenze (Strecke außer Betrieb) (im Tunnel) · Strecke (außer Betrieb) | 57                  | Mu-Gia-Pass (418 m)                    | Mu-Gia-Pass (418 m)                    |
| Tunnelende (Strecke außer Betrieb) · Strecke (außer Betrieb) |                     | Laos                                   | Laos                                   |
| Tunnel (Strecke außer Betrieb) · Strecke (außer Betrieb) | 57,6                | Tunnel (55 m)                          | Tunnel (55 m)                          |
| Strecke (außer Betrieb) · Blockstelle (Strecke außer Betrieb) |                     | Seilbahn Xóm Cúc–Ban Naphao            | Seilbahn Xóm Cúc–Ban Naphao            |
| Strecke (außer Betrieb) · Betriebs-/Güterbahnhof Streckenende (Strecke außer Betrieb) |                     | Ban Naphao Seilbahn                    | Ban Naphao Seilbahn                    |
| Haltepunkt / Haltestelle (Strecke außer Betrieb) | 71,3                | Ban Thôngkham                          | Ban Thôngkham                          |
| Bahnhof (Strecke außer Betrieb) | 84,5                | Ban Sang                               | Ban Sang                               |
| Bahnhof (Strecke außer Betrieb) | 92                  | Ban Bung                               | Ban Bung                               |
| Brücke über Wasserlauf (Strecke außer Betrieb) | 97                  | Nam In                                 | Nam In                                 |
| Haltepunkt / Haltestelle (Strecke außer Betrieb) | 100                 | Ban Bo                                 | Ban Bo                                 |
| Bahnhof (Strecke außer Betrieb) | 111                 | Ban Hai                                | Ban Hai                                |
| Bahnhof (Strecke außer Betrieb) | 120                 | Ban Ilan                               | Ban Ilan                               |
| Brücke über Wasserlauf (Strecke außer Betrieb) | 125                 | Nam Gnôm                               | Nam Gnôm                               |
| Haltepunkt / Haltestelle (Strecke außer Betrieb) | 130                 | Ban Dang                               | Ban Dang                               |
| Bahnhof (Strecke außer Betrieb) | 140                 | Mahaxai                                | Mahaxai                                |
| Haltepunkt / Haltestelle (Strecke außer Betrieb) | 149,5               | Ban Natoung                            | Ban Natoung                            |
| Bahnhof (Strecke außer Betrieb) | 162                 | Ban Khing                              | Ban Khing                              |
| Haltepunkt / Haltestelle (Strecke außer Betrieb) | 170,5               | Nam Thok laos-seitige Bauspitze        | Nam Thok laos-seitige Bauspitze        |
| Brücke über Wasserlauf (Strecke außer Betrieb) | 172                 | Nam Dôn                                | Nam Dôn                                |
| Bahnhof (Strecke außer Betrieb) | 176,2               | Ban Nam Dôn                            | Ban Nam Dôn                            |
| Brücke über Wasserlauf (Strecke außer Betrieb) | 178                 | Nam Dôn                                | Nam Dôn                                |
| Haltepunkt / Haltestelle (Strecke außer Betrieb) | 180                 | Ban Dong                               | Ban Dong                               |
| Kopfbahnhof Streckenende (Strecke außer Betrieb) | 186,6               | Thakhek                                | Thakhek                                |
| |                     | Mekong, Grenze Laos / Siam             |                                        |
| |                     | Nakhon Phanom                          |                                        |

Die Bahnstrecke Tân Ằp–Thakhet war ein Vorhaben der französischen Kolonialmacht, eine Ost–West-Eisenbahnverbindung von Annam (heute: Vietnam) nach Laos in Französisch-Indochina zu schaffen. Das Projekt wurde nie fertiggestellt.

## Geografische Lage
Die Strecke zweigte in Tân Ằp von der indochinesischen Nord-Süd-Bahn in südlicher Richtung ab, um dann nach Queren der laotischen Grenze nach Westen abzubiegen, Laos an seiner schmalsten Stelle zu queren und am Mekong, der hier die Grenze bildet, gegenüber der siamesischen Stadt Nakhon Phanom in Thakhek zu enden. Nakhon Phanom sollte nach ersten Planungen einen Eisenbahnanschluss nach Kumphawapi erhalten und hier auf die Nordostbahn treffen. Nakhon Phanom hat bis heute keinen Eisenbahnanschluss an das Netz der Thailändischen Staatsbahn und auch die Freundschaftsbrücke besitzt entgegen ersten Planungen keine Gleise. Das zu durchquerende Gelände war für eine Bahnstrecke schwierig. Im Bereich der Grenze zwischen Annam und Laos war das Truong-Son-Gebirge zu überwinden, dessen Gipfel zwischen 1500 m und 1900 m hoch sind. Als Stelle des Übertritts über das Gebirge wurde der 418 m hohe Mu-Gia-Pass gewählt sowie mehrere Tunnel vorgesehen.

## Geschichte

### Vorgeschichte
Seit den 1880er Jahren gab es Überlegungen, Laos von Vietnam oder Kambodscha aus an das Eisenbahnnetz in Indochina anzuschließen. Die Kolonialmacht begann aber erst Anfang 1930 mit dem Bau einer solchen Strecke und zwar von beiden vorgesehenen Enden aus, dem vietnamesischen Tân Ằp und dem laotischen Thakhek. Die Strecke sollte 186 km lang werden. Für die Wahl dieser Route waren eine Reihe von Gründen ausschlaggebend: Sie war eine der kürzest möglichen Verbindungen zwischen der Bahnstrecke Hanoi–Saigon und der Grenze zu Siam. Thakhek als Zielpunkt war interessant, weil dort große Zinnvorkommen entdeckt worden waren. Generell wollte die Kolonialmacht mit dem Bau der Bahn verhindern, dass Laos sich in seinem Handel weiter nach Siam orientierte und den Handel auf die Häfen Französisch-Indochinas an der Ostküste von Indochina lenken. Auch rechnete die französische Kolonialverwaltung damit, dass Siam seine Nordostbahn nach Nakhon Phanom verlängern werde und eine Brücke über den Mekong beide Netze verbinden könne.

### Bau
Ab 1922 konkretisierten sich die Planungen, Baubeginn war 1929/30. Im Dezember 1933 konnte der östlichste Abschnitt von Tân Ằp nach Xóm Cúc eröffnet werden. Jedoch blieb das Projekt angesichts der geländebedingten technischen und der aufgrund der Weltwirtschaftskrise verursachten finanziellen Schwierigkeiten stecken. Insbesondere bei den erforderlichen Tunneln im Zuge des Aufstiegs ins Gebirge auf vietnamesischer Seite wurden kaum Fortschritte erzielt. Zwischen 1924 und 1931 wurde die Strecke deshalb in diesem Abschnitt mehrfach umgeplant. In Laos war die Trasse auf 16 km fertiggestellt, ohne dass hier je ein Gleis verlegt wurde, als die Bauarbeiten an der Bahn 1937 eingestellt wurden.
Aufgrund des langsamem Baufortschritts durch das Gebirge hatte die französische Kolonialverwaltung – etwa parallel zur geplanten Eisenbahntrasse – ab 1930 die 42 km lange Seilbahn Xóm Cúc–Ban Naphao errichten lassen, die ausschließlich dem Gütertransport diente.
Als Japan Indochina im Zweiten Weltkrieg 1941 besetzte, hatte die Besatzungsmacht Interesse, die Trasse für eigene Zwecke zu vollenden. Aber erst Anfang 1945 wurde der Beschluss gefasst, das auch umzusetzen. Bereits im Juni wurden aber alle entsprechenden Bemühungen aufgrund der sich für Japan nun massiv verschlechternden militärischen Lage aufgegeben.

### Ende
Der befahrene Abschnitt von Tân Ằp nach Xóm Cúc wird bereits in der Mitte der 1950er Jahre als stillgelegt aufgeführt.
Seit 2015 gibt es Überlegungen, zwischen Vietnam und Laos, die Strecke wieder her- und fertigzustellen, was sich seit dem aber nicht weiter konkretisiert hat.